# Craig Forsyth
Craig Forsyth (ur. 24 lutego 1989 w Carnoustie, Szkocja) – szkocki piłkarz występujący na pozycji obrońcy w Derby County.